# Scopolius
Scopolius is een geslacht van kreeftachtigen uit de klasse van de Malacostraca (hogere kreeftachtigen).

## Soort
- Scopolius nuttingi (Rathbun, 1898)